# Aloe molederana
Aloe molederana là một loài thực vật có hoa trong họ Măng tây. Loài này được Lavranos & Glen mô tả khoa học đầu tiên năm 1989.